# Dominique Louis
Dominique-Alexandre Louis, né à Épinal (Vosges) le 21 juin 1924 et mort à Nancy (Meurthe-et-Moselle) le 4 juin 1991, est un architecte français.

## Biographie
Dominique Louis obtient son DPLG en 1955. Il travaille chez les architectes Henri Prouvé et Gaston Schmit. Il est surtout actif dans la région de Nancy où il réalise de nombreuses maisons individuelles et des monuments importants. Plusieurs de ses architectures sont labellisées "architecture contemporaine remarquable" (ACR).

## Réalisations
- Maison individuelle 89 rue Pasteur à Malzéville en Meurthe-et-Moselle (vers 1952)[4].
- Chapelle de la Vierge-aux-Pauvres à Marbache en Meurthe et Moselle (1955), labellisée ACR en 2013[5].
- Villa Picard à Dommartemont en Meurthe-et-Moselle (1956-1958), labellisée ACR en 2013[6].
- Chapelle Notre-Dame-des-Chaumes du Valtin dans les Vosges (1960), labellisée ACR en 2015[7].
- Centre régional de transfusion sanguine à Nancy (1961-1964), labellisé ACR en 2013[8].
- Villa Bichaton à Art-sur-Meurthe en Meurthe-et-Moselle (1962-1964), labellisée ACR en 2013[9].
- Église de la Vierge-des-Pauvres dans le quartier du Haut-du-Lièvre de Nancy (1964-1967), labellisée ACR en 2004[10].
- Villa Mid-century à Épinal (1968)[11]
- Institution Saint-Joseph (Laxou, en Meurthe-et-Moselle).
- Collège Saint-Léon (Nancy).